# Alberto Torres (Politiker)

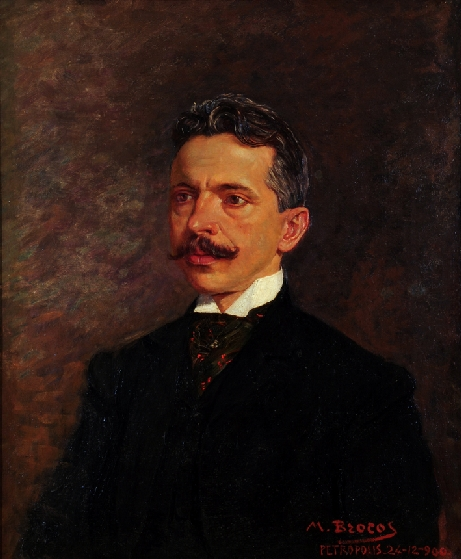
Alberto Torres

Alberto de Seixas Martins Torres (* 26. November 1865 in Itaboraí; † 29. März 1917 in Rio de Janeiro) war ein brasilianischer Politiker, Journalist, Jurist und sozialer Denker, der sich mit der nationalen Einheit und mit der Gesellschaftsorganisation Brasiliens befasste.
Torres war Mitglied der Verfassunggebenden Versammlung des Bundesstaates Rio de Janeiro vom 1. März 1892 und war im folgenden Jahr Abgeordneter in der Gesetzgebenden Versammlung. 1894 folgte seine Wahl zum Bundesabgeordneten seines Heimatstaates in die Abgeordnetenkammer des Nationalkongresses. Prudente de Morais, dritter Präsident der Republik Brasilien, ernannte Torres  von 1896 bis 1897 zu seinem Justiz- und Innenminister, von 1897 bis 1900 war Torres Gouverneur von Rio de Janeiro und von 1901 bis 1909 Minister des Obersten Bundesgerichts Brasiliens.
Aus seiner Sicht waren Sozialismus und Individualismus mit der Realität Brasiliens unvereinbar und Ursachen der gesellschaftlichen Desintegration. Er wollte die brasilianische Gesellschaft objektiv verstehen, um ihre Probleme zu diagnostizieren und pragmatische Lösungen zu finden; dies war aus seiner Sicht mit einem starken Staat, der den Wandel leiten konnte, möglich.
Zu seinen bekanntesten Schriften gehören O problema nacional brasileiro (1912), A organização nacional (1914) und As fontes da vida no Brasil (1915).
Seine Ideen beeinflussten die Brasilianische Revolution von 1930 und den Staatsstreich von 1964.